# Synode von Karthago (418)
Die Synode von Karthago, die je nach Zählung als fünfzehnte bzw. sechzehnte in Karthago abgehaltene Kirchenversammlung gezählt wird, fand am 1. Mai 418 in der Basilika des Faustus unter Anwesenheit des Bischofs Augustinus von Hippo und weiterer 214 Bischöfe aus der ganzen römischen Provinz Africa und aus Numidien statt.
Das Konzil regelte dogmatisch vor allem die Lehre von der Erbsünde (Kanones 1 bis 3) und die Lehre von der christlichen Gnade der Erlösung (Kanones 3 bis 8).
Die Bischöfe verurteilten die Lehre des Pelagianismus, ebenso den Pelagianer Caelestius und sie erneuerten die Exkommunikation von Pelagius. Papst Zosimus, der zuvor noch Pelagius rehabilitiert hatte, approbierte die acht Konzilskanones.